# أبرشية أوراديا ماري للروم الكاثوليك
أبرشية أوراديا ماري للروم الكاثوليك هي أبرشية الكنيسة الرومانية الكاثوليكية في منطقة أوراديا.
تأسست في عام 1777، وكان أتباع الطقوس اليونانية حتى ذلك الوقت تحت سلطة الأسقف اللاتيني. في الأصل، كان الكرسي هو سفراجان من ازترغوم (غران)؛ ومع ذلك، عندما أصبحت أبرشية الروم الكاثوليك في فيغاراس و البايوليا في عام 1853 أبرشية فيغراس و البايوليا، تم نقل أبرشية اوراديامار إلى ولايتها القضائية. ينقسم الكرسي إلى ستة أرشدياكونات و 19 نائبًا للأرشدياكونات.

## الأساقفة
قائمة أبرشية (أساقفة) أبرشية أوراديا ماري للروم الكاثوليك هي:
- ميليتي كوفاسي (مواليد 1707، تحول إلى الكنيسة الكاثوليكية اليونانية في 1736، وحكم 1748 – 1775 كأسقف مساعد لأسقف أوراديا اللاتيني)
- مويس دراغوي (مواليد 1725، حكم 1775 – 1787، تحت حكمه عام 1777، أصبحت الأبرشية مستقلة عن الأسقف اللاتيني]
- لجناتيو دارابانت (مواليد 1730، حكم 1788 – 1805)
- ساموئيل فولكان (من مواليد 1758، حكم 1806–1839)
- فاسيل إرديلي (من مواليد 1794، حكم 1842–1862)
- إيوسيف برنامج مساعدة الشعب الفلسطيني، زيلاجي (زيلاجينول) (ولد في 1813، حكم 1863–1873)
- إيوان أولتيانو (ولد عام 1839، حكم 1873–1877)
- ميخائيل بافل (مواليد 1827، 1879 – 1902)
- ديميتريو رادو (ولد عام 1861، حكم 1903–1920)
- فاليريو ترايان فرينتيو (من مواليد 1875، بدأ عهده في عام 1922. في عام 1948، ألغت رومانيا الشيوعية الكنيسة الكاثوليكية اليونانية. تعرض فرينش للاضطهاد ومات في السجن عام 1952)
- لوليو هرتيا (مواليد 1914، كان الأسقف السري لأوراديا منذ عام 1952. أمضى سنوات عديدة في السجن. (توفي عام 1978)
  - 1978 – 1990 بسبب شاغرا إلى الاضطهاد في ظل النظام الشيوعي، حتى الثورة الرومانية عام 1989
- فاسيلي هوسيو (ولد عام 1919، حكم 1990–1997)
- فيرجيل بيرسيا (مواليد 1957، حكم 1997 – شاغل الوظيفة)

## قساوسة مشهورون
- الكسندر راتيو

## روابط خارجية
- باللغة الرومانية موقع رسمي
- catholic-hierarchy.org